# Puliyur
Puliyur è una suddivisione dell'India, classificata come town panchayat, di 10.845 abitanti, situata nel distretto di Karur, nello stato federato del Tamil Nadu. In base al numero di abitanti la città rientra nella classe IV (da 10.000 a 19.999 persone).

## Geografia fisica
La città è situata a 13° 3' 23 N e 80° 13' 24 E e ha un'altitudine di 17 m s.l.m..

## Società

### Evoluzione demografica
Al censimento del 2001 la popolazione di Puliyur assommava a 10.845 persone, delle quali 5.491 maschi e 5.354 femmine. I bambini di età inferiore o uguale ai sei anni assommavano a 1.097, dei quali 562 maschi e 535 femmine. Infine, coloro che erano in grado di saper almeno leggere e scrivere erano 7.503, dei quali 4.337 maschi e 3.166 femmine.